# ФК ТСЦ
„ФК ТСЦ“ (на сръбски: Фудбалски клуб Topolyai Sport Club) или ТСЦ Бачка Тополае сръбски футболен клуб от град Бачка Топола, Севернобачки окръг (Войводина), участващ в Сръбска суперлига. Основан през 1913 година в Австро-Унгарската империя. Домакинските си мачове играе на „Градския стадион“ в Бачка Топола, с капацитет 4000 зрители.
Най-големият успех на клуба е промоцията в Сръбската Суперлига през сезон 2018/19 където ще играе за пръв път в историята си, след като печели първенството в Първа лига.

## Предишни имена
| Години      | Име                                                         |
| ----------- | ----------------------------------------------------------- |
| 1913 – 1930 | „Тополяй Спорт Клуб“ Topolyai Sport Club                    |
| 1930 – 1942 | „ЮАК Бачка Топола“ Jugoslovenski Atletski Klub Bačka Topola |
| 1942 – 1945 | „Тополяй СЕ“ Topolyai SE                                    |
| 1945 – 1951 | „ФК Егисег“ FK Egység                                       |
| 1951 – 1974 | „ФК Топола“ FK Topola                                       |
| 1974 – 2005 | „ФК АИК Бачка Топола“ FK AIK Bačka Topola                   |
| 2005 – 2013 | „ФК Бачка Топола“ FK Bačka Topola                           |
| 2013 –      | „ФК ТСЦ“ FK TSC Bačka Topola                                |

## Успехи
Сърбия: (от 2006)
- Първа лига на Сърбия по футбол
  -  Победител (1): 2018/19
- Лига на Войводина Север (3 ниво)
  -  Победител (1): 2006/07
- Бачка зона (4 ниво)
  -  Победител (1): 2014/15
- Купа на ПФС Суботица:
  -  Победител (1): 2014/15
- Купа на Сърбия:
  - 1/8 финалист (1) 2018/19

 Съюзна Република Югославия: (1992 – 2003)
- Лига на Войводина Север
  -  Победител (1): 1999/2000

 Югославия (СФРЮ): (1945 – 1991)
- Втора лига на Югославия:
  - 8-о място (1): 1980/81
- Лига на Войводина:
  -  Победител (1): 1979/80
- ЮГО купа
  -  Носител (1): 1987/88

 Кралство Югославия (1918 – 1943)
- Областно първенство:
  -  Шампион (1): 1939